# Route départementale 63 (Essonne)
Pour les articles homonymes, voir D63 et Route départementale 63.
La route départementale 63 est une route départementale située dans le département français de l'Essonne et dont l'importance est aujourd'hui restreinte à la circulation routière locale. Elle assure la liaison routière entre Étampes et Malesherbes en rejoignant l'ancienne route nationale 449.

## Itinéraire
La route départementale 63 dans son parcours essonnien relie aujourd'hui Étampes à proximité de la route nationale 20 et Boigneville où elle rejoint la route départementale 449 vers Malesherbes dans le département du Loiret.
- Étampes, elle démarre son parcours à l'intersection entre la départementale 191 et la route départementale 17 en prenant l'appellation de Rue Sadi Carnot. Elle devient ensuite la Rue du Sablon jusqu'à sa rencontre avec la route départementale 721. Elle poursuit sans avoir de nom jusqu'à la sortie du territoire après être passé à proximité du hameau de La Montagne de Morigny-Champigny.
- La Forêt-Sainte-Croix, elle prend l'appellation de Route d'Étampes et rencontre au centre du bourg la route départementale 145 avant de sortir du territoire.
- Bois-Herpin, elle perd sa dénomination, évite le bourg et rencontre la route départementale 143.
- Mespuits, elle prend l'appellation de Rue des Bordes, elle rencontre la route départementale 12 puis devient la Grand'Rue avant de croiser la route départementale 57

à la sortie du bourg en perdant son nom.
- Champmotteux, elle prend l'appellation de Rue Michel de L'Hospital. Dans le bourg, elle rencontre la route départementale 1.
- Boigneville, elle perd sa dénomination puis croise la route départementale 449 qui poursuit le parcours jusqu'à la limite du département.

## Pour approfondir